# Alchemilla psilophylla
Alchemilla psilophylla é uma espécie de rosácea do gênero Alchemilla, pertencente à família Rosaceae.